# 진 토닉

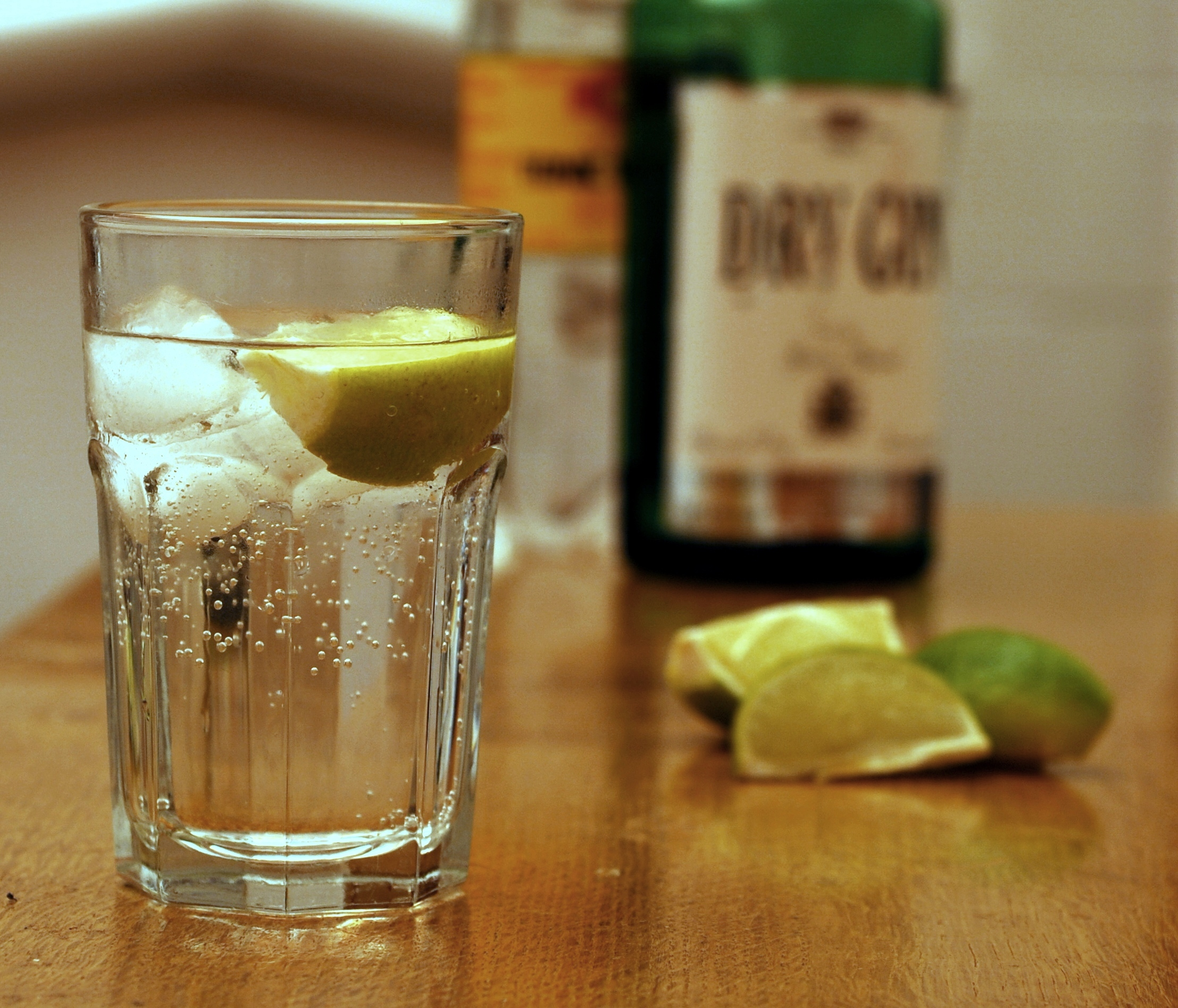
진 토닉과 라임

진 토닉(Gin and tonic)은 진 기반의 칵테일이다. 진토닉은 다량의 얼음에 진토닉 워터를 부어 만든 하이볼 칵테일이다. 진과 토닉의 비율은 맛, 진의 강도, 추가되는 다른 음료 믹서 등에 따라 달라지며 대부분의 레시피에서는 1:1에서 1:3 사이의 비율을 요구한다. 일반적으로 라임 조각이나 조각으로 장식된다. 거품을 유지하기 위해 강장제를 바 스푼에 부을 수 있다. 얼음은 진을 식혀 입안의 알코올 효과를 둔화시키고 음료를 더욱 즐겁고 상쾌하게 만든다.
영국, 미국, 캐나다, 호주, 뉴질랜드 및 아일랜드에서는 일반적으로 G 및 T라고 한다. 세계 일부 지역(예: 독일, 이탈리아, 프랑스, 일본, 네덜란드, 스페인, 터키)에서는 진 토닉(일본어: ジン・トニック)이라고 한다. 벨기에와 네덜란드에서는 긴토(ginto)라고도 하고, 북유럽에서는 GT라고도 한다.

## 재료
- 2 온스 진
- 5 온스 토닉 워터
- 라임 조각

## 제조법 및 특이사항
사각 얼음과 함께 하이볼 글라스(Highball glass)에 진을 부은 후, 토닉 워터로 거의 채운다. 잘 저은 후, 라임으로 장식하여 접대한다. 시원한 맛이 난다. 장식된 라임을 짜 넣으면 더욱 상큼한 맛이 된다. 몸을 시원하게 식혀 주므로 여름에 마시면 좋다. 대중적으로 가장 유명한 칵테일 중의 하나이며 여러사람이 다양한 형태의 변형을 즐긴다.

## 유래와 역사
영국령 인도에서 유래했다. 식민지 인도에서 영국인들은 말라리아열을 다스리기 위해 퀴닌을 복용했는데, 퀴닌은 너무 쓴맛이 강했다. 그래서 퀴닉과 진을 탄산수에 섞어 마시면서 기본 형태의 진토닉이 만들어졌다. 여기에 설탕과 라임을 조금 넣어서 향미를 더하고, 라임 껍질을 살짝 비틀어 기름을 짜 넣어 향긋함을 더했다.

## 향기
진토닉에서 나는 가장 강렬한 냄새는 서양노간주나무 열매의 향기다. 여기에 라임 주스의 톡 쏘는 향이 곁들여지고, 라임 껍질을 비틀어서 짜낸 선명하고 씁쓸한 기름 향도 첨가된다. 마지막으로, 잔을 입술에 갖다 대면 토닉 워터의 거품이 터지면서 남아메리카 기나나무 껍데기에서 추출한 쓴 퀴닌이 콧구멍 속에 퍼진다.

## 변형
진 대신 보드카를 쓰면 보드카 토닉, 데킬라를 쓰면 데킬라 토닉이 된다. 주문하기 전에 베이스를 지정하는 것도 좋다. 라임 조각 대신 레몬 조각을 써도 된다. 진을 약간 줄이고 그만큼 슬로진을 쓰면 슬로진 토닉이 된다.